# Nystalea postpuncta
Nystalea postpuncta är en fjärilsart som beskrevs av William Schaus 1920. Nystalea postpuncta ingår i släktet Nystalea och familjen tandspinnare. Inga underarter finns listade i Catalogue of Life.